# 중리초등학교 안평분교
중리초등학교 안평분교는 경상남도 창원시 마산회원구 내서읍 안성로 29 (평성리)에 있었던 분교이다.

## 연혁
- 1968년 3월 1일 내서국민학교 안평분교장 설립인가
- 1970년 3월 1일 안평국민학교로 개편
- 1986년 3월 8일 병설유치원 개원
- 1994년 3월 1일 중리국민학교 안평분교장 격하, 병설유치원 폐원
- 1999년 3월 1일 중리초등학교로 통합